# Cavendish-laboratorium

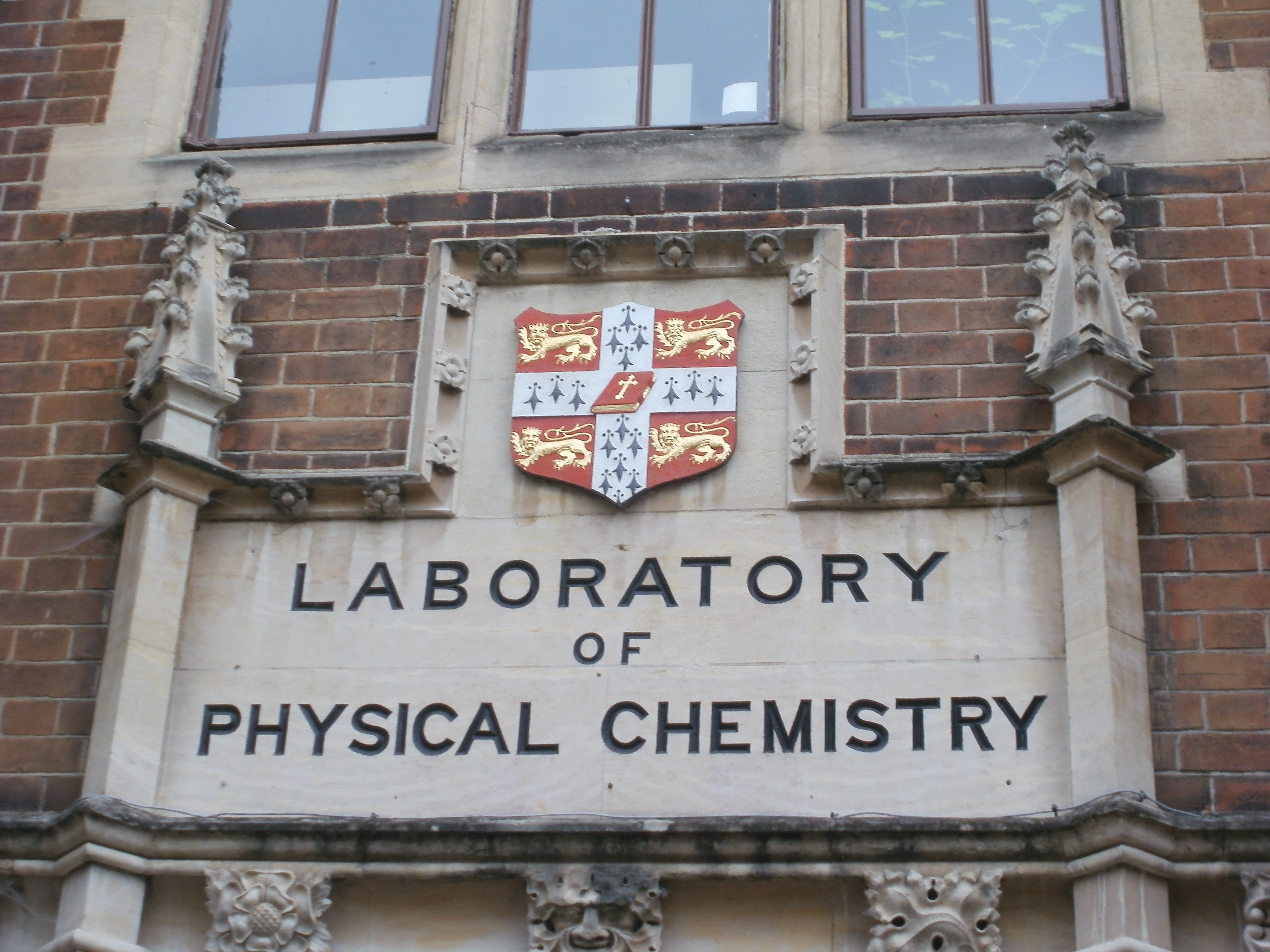
Naambord op het gebouw van het Cavendish-laboratorium.

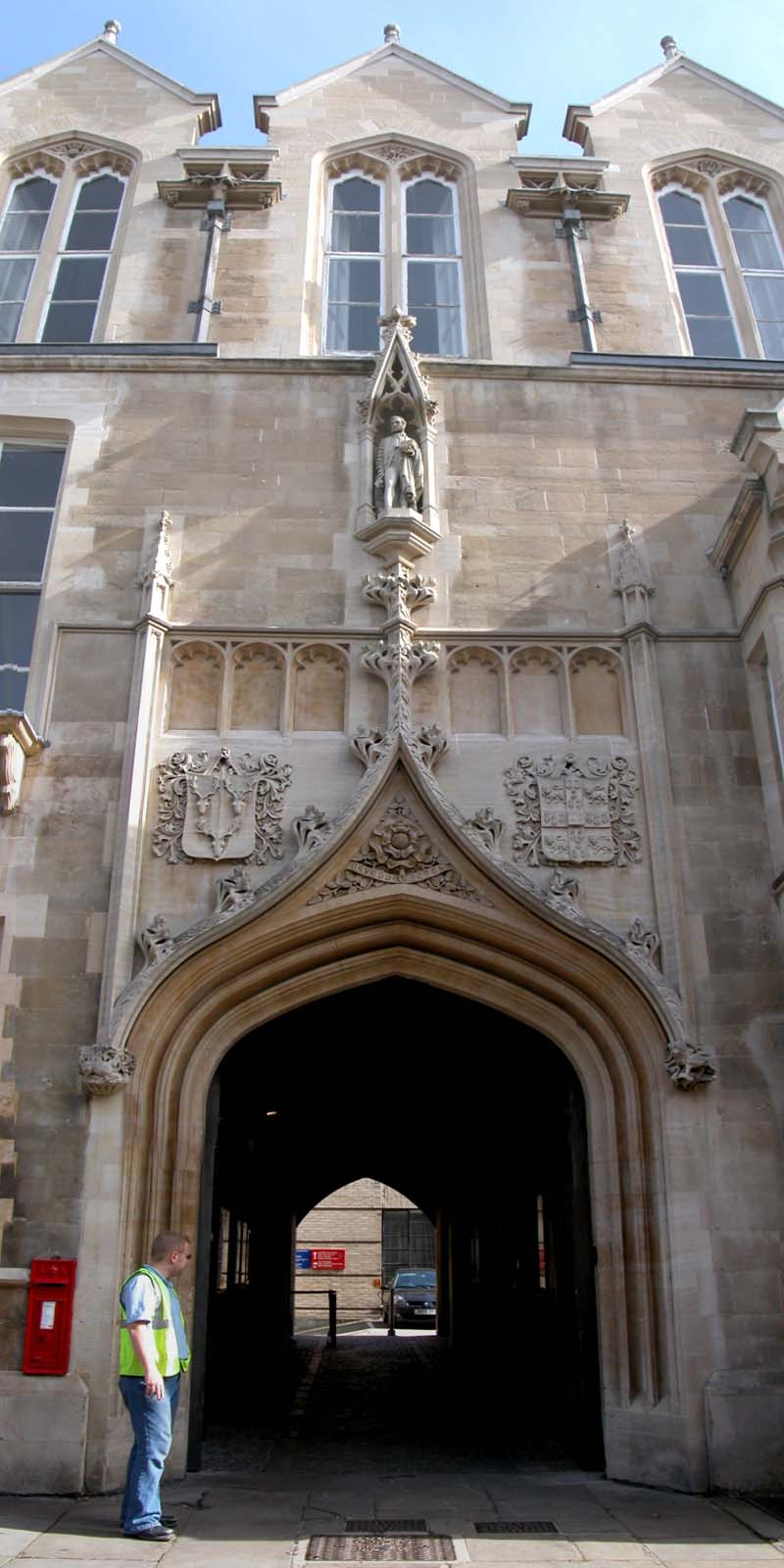
Entree oude faculteitsgebouw, Free School Lane

Het Cavendish-laboratorium (Engels: The Cavendish Laboratory) is de faculteit natuurkunde van de Universiteit van Cambridge. Het werd in 1874 geopend en is vernoemd naar William Cavendish, zevende hertog van Devonshire, de toenmalige kanselier van de universiteit.

## Geschiedenis
Door de snelle ontwikkeling van de natuurwetenschap in navolging van de industrialisatie ontstond in de tweede helft van de negentiende eeuw een toenemende behoefte aan universitaire onderzoeks- en opleidingsinstellingen op dit gebied. Een van de eerste universiteiten in Groot-Brittannië met een natuurkundig laboratorium was de universiteit van Glasgow, opgericht in de jaren 1840 door Lord Kelvin.
Ook in Cambridge, waar les werd gegeven met pen, papier, schoolbord, tafels en stoelen, ontstond een groeiende behoefte aan een leerstoel experimentele natuurkunde met bijbehorende laboratorium. De kanselier van de universiteit, William Cavendish, was een groot voorstander van hervormingen van onderwijs in Cambridge. Daarnaast beschikte hij over een aanzienlijk vermogen. Persoonlijk stelde hij het aanzienlijke bedrag beschikbaar van 6300 pond voor de oprichting van de leerstoel en de bouw van het bijbehorende laboratorium. Op 8 maart 1871 werd de Schotse natuurkundige James Clerk Maxwell (die de wetten van het elektromagnetisme heeft opgesteld) benoemd tot eerste Cavendish Professor experimentele fysica.
Maart 1872 werd met de bouw begonnen en in het voorjaar van 1874 werd het faculteitsgebouw opgeleverd. Op 16 juni 1874 vond de officiële inhuldiging plaats en (met instemming van de kanselier) kreeg het de naam Cavendish-laboratorium. Wegens chronisch ruimtegebrek is de faculteit begin jaren 1970 verhuisd naar de huidige locatie in West-Cambridge. Het oorspronkelijke gebouw staat nog steeds in het centrum van Cambridge (thans: New Museum Site).

## Cavendish-hoogleraren
Het Cavendish-laboratorium heeft de volgende hoogleraren gekend:
- 1871-1879: James Clerk Maxwell
- 1879-1884: John William Strutt
- 1884-1919: Joseph John Thomson
- 1919-1937: Ernest Rutherford
- 1938-1953: William Lawrence Bragg
- 1954-1971: Nevill Francis Mott
- 1971-1984: Brian Pippard
- 1985-1995: Samuel Edwards
- 1995-heden: Richard Henry Friend[3]

Tot en met Pippard waren Cavendish-hoogleraren tegelijkertijd ook faculteitshoofd, waarna vanaf 1979 de rollen werden gesplitst. Sinds 2013 is Michael Andrew Parker het Cavendish-faculteitshoofd.

## Nobelprijswinnende Cavendish-onderzoekers

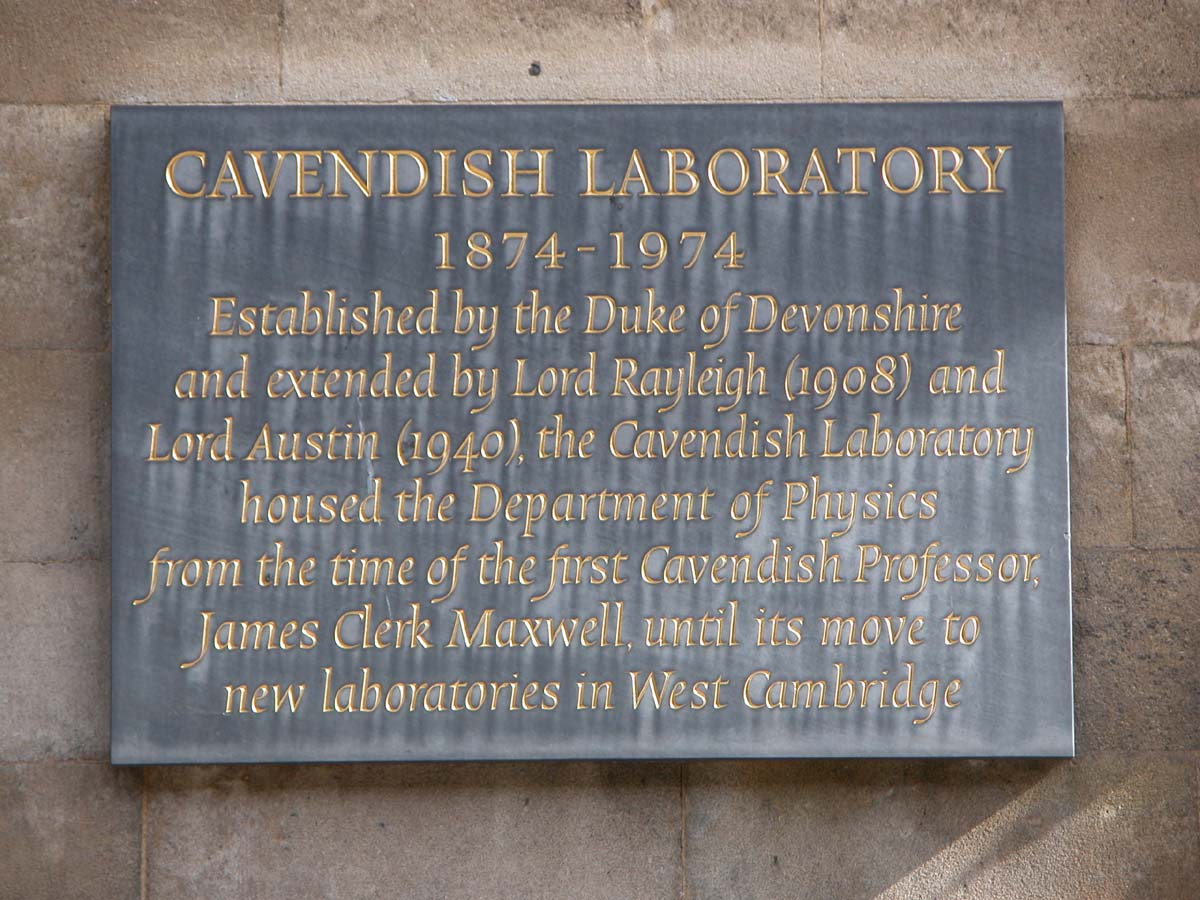
Plaquette, op de oude locatie

Tot nu werden er 30 Nobelprijzen uitgereikt aan onderzoekers die aan het Cavendish-laboratorium werkzaam waren. De belangrijkste onderzoeksgebieden waren kernfysica, (waaronder de ontdekking van het neutron door James Chadwick en die van kunstmatige kernsplijting door Rutherford), moleculaire fysica (waaronder de structuur van desoxyribonucleïnezuur (DNA) door James Watson en Francis Crick in 1953), maar ook kristallografie, supergeleiding, materiaalkarakterisering en astrofysica. De volgende Nobelprijswinnaars waren werkzaam bij het Cavendish-laboratorium:
- John William Strutt (Natuurkunde, 1904)
- Joseph John Thomson (Natuurkunde, 1906)
- Ernest Rutherford (Scheikunde, 1908)
- William Lawrence Bragg (Natuurkunde, 1915)
- Charles Glover Barkla (Natuurkunde, 1917)
- Francis William Aston (Scheikunde, 1922)
- C.T.R. Wilson (Natuurkunde, 1927)
- Arthur Holly Compton (Natuurkunde, 1927)
- Owen Willans Richardson (Natuurkunde, 1928)
- James Chadwick (Natuurkunde, 1935)
- George Paget Thomson (Natuurkunde, 1937)
- Edward Victor Appleton (Natuurkunde, 1947)
- Patrick Blackett (Natuurkunde, 1948)
- John Cockcroft (Natuurkunde, 1951)
- Ernest Walton (Natuurkunde, 1951)
- Francis Crick (Fysiologie of Geneeskunde, 1962)
- James Watson (Fysiologie of Geneeskunde, 1962)
- Max Perutz (Scheikunde, 1962)
- John Kendrew (Scheikunde, 1962)
- Dorothy Crowfoot Hodgkin (Scheikunde, 1964)
- Brian Josephson (Natuurkunde, 1973)
- Martin Ryle (Natuurkunde, 1974)
- Antony Hewish (Natuurkunde, 1974)
- Nevill Mott (Natuurkunde, 1977)
- Philip Anderson (Natuurkunde, 1977)
- Pjotr Kapitsa (Natuurkunde, 1978)
- Allan McLeod Cormack (Fysiologie of Geneeskunde, 1979)
- Aaron Klug (Scheikunde, 1982)
- Norman Ramsey (Natuurkunde, 1989)
- Didier Queloz (Natuurkunde, 2019)